# ۶۷۶ (خورشیدی)
۶۷۶ ششصد و هفتاد و ششمین سال هجری خورشیدی است.